# روابط اروگوئه و ایران
اروگوئه و ایران دارای رابطه‌ای دو سویه هستند.

## تاریخچه
طی سال‌های ۱۹۰۲ و ۱۹۰۳ میلادی اسحاق‌خان مفخم‌الدوله وزیرمختار ایران در واشینگتن مسافرت‌هایی به آمریکای جنوبی کرد و عهدنامه دوستی و تجارت با کشورهای مکزیک، برزیل، آرژانتین، اروگوئه و شیلی امضا کرد. با این حال برقراری روابط سیاسی و سفارت در کشورهای مزبور در حدود سی سال بعد یعنی در دوره رضا شاه پهلوی عملی شد. با آغاز جنگ ایران و عراق و اعمال تحریم‌های اقتصادی و همچنین انزوای سیاسی، جمهوری اسلامی ایران گسترش روابط با کشورهای آمریکای لاتین را در اولویت‌های خود قرار داد. در این دوران سفارتخانه ایران در کشور اروگوئه آغاز به کار کرد. با توجه به تحریم‌های اقتصادی، ایران به‌منظور تأمین کالاهای ضروری خود متوجه آمریکای لاتین شد و بدین ترتیب کشورهایی آمریکای لاتین مثل اروگوئه به عمده‌ترین مبادی وارداتی ایران در منطقه تبدیل شدند.

## ۱۳۶۲ خورشیدی
روابط جمهوری اسلامی ایران و اروگوئه پس از گفتگوهای اولیه در اردیبهشت سال ۱۳۶۲ خورشیدی رسمأ برقرار گردید و سیر تکمیلی خود را با گشایش سفارت ایران در مونته ویدئو در سال ۱۳۶۹ ادامه داد. سفارت اروگوئه نیز در سال ۱۳۶۴ در تهران افتتاح گردید. روابط در زمینه‌ای از مناسبات اقتصادی شکل گرفت و در پی خط مشی نسبتاً مستقل اروگوئه در امور بین‌المللی، روابط دو کشور در سطح سازمان‌ها و مجامع بین‌المللی از طریق پشتیبانی از مواضع و نامزدهای یکدیگر افزایش یافت.

## ۱۳۷۶ خورشیدی
روابط اروگوئه و ایران تا سال ۱۳۷۶ با همکاری دوسویه در سازمان‌های بین‌المللی و صادرات نفت به اروگوئه در ازای خرید محصولات تولیدی اروگوئه شامل پشم و برنج به خوبی جریان داشت.

## ۱۳۷۷ خورشیدی
رای مثبت اروگوئه به قطعنامه رعایت حقوق بشر ایران، باعث گردید که روابط به پائین‌ترین سطح خود برسد ولی با تغییر رأی اروگوئه از مثبت به ممتنع در سال ۱۳۷۷ خورشیدی در زمینه حقوق بشر در اجلاس پنجاه و سوم مجمع عمومی و پشتیبانی قابل ملاحظه وزیر امورخارجه وقت اروگوئه، به عنوان ریاست پنچاه و سومین مجمع عمومی سازمان ملل متحد از تصویب ایده گفتگوی تمدن‌ها، روابط دو جانبه دوباره به سطح بهتری افزایش یافت. در مجموع روابط دوسویه اروگوئه و ایران، همواره مثبت و مستدام بوده‌است.
از سال ۱۳۷۷ به بعد اروگوئه و ایران سعی کرده‌اند با گسترش مناسبات سیاسی، اقتصادی و فرهنگی نسبت به نهادینه کردن مناسبات دوسویه از طریق امضا توافق نامه‌ها و یادداشت تفاهمات اقدام نمایند.

## روابط اقتصادی
تا کنون ۵ دور کمیسیون مشترک اقتصادی بین اروگوئه و ایران به امضاء رسیده‌است. مهم‌ترین اسناد اقتصادی امضاء شده بین دو کشور اروگوئه و ایران به شرح ذیل می‌باشد:
- یادداشت تفاهم همکاری دو سویه مراکز گسترش صادرات
- یادداشت تفاهم مشارکت‌های دانش بنیاد و فنی در خصوص کشاورزی محصول برنج
- یادداشت تفاهم همکاری‌های در زمینه تولید پشم گوسفند
- یادداشت تفاهم بهداشت دام و طیور
- یادداشت تفاهم اتاق بازرگانی اروگوئه و اتاق بازرگانی ایران

## آمارها

### صادرات
مهمترین کالاهایی که ایران به اروگوئه می‌فروشد، عبارتند از: فرش، منسوجات کف پوش، پارچه‌های پنبه‌ای، کود شیمیایی و پلیمرهای اتیلن.
| صادرات ایران به اروگوئه از سال ۱۳۸۶ تا ۱۳۹۲ | صادرات ایران به اروگوئه از سال ۱۳۸۶ تا ۱۳۹۲ | صادرات ایران به اروگوئه از سال ۱۳۸۶ تا ۱۳۹۲ | صادرات ایران به اروگوئه از سال ۱۳۸۶ تا ۱۳۹۲ | صادرات ایران به اروگوئه از سال ۱۳۸۶ تا ۱۳۹۲ |
| ------------------------------------------- | ------------------------------------------- | ------------------------------------------- | ------------------------------------------- | ------------------------------------------- |
| سال                                         | سال                                         |                                             |                                             | ارزش ده هزار دلار سال ۱۳۹۲ هفت‌ماهه می‌باشد.  |
| 1386                                        | 1386                                        |                                             | ۶                                           | ۶                                           |
| 1387                                        | 1387                                        |                                             | ۹                                           | ۹                                           |
| 1388                                        | 1388                                        |                                             | ۳                                           | ۳                                           |
| 1389                                        | 1389                                        |                                             | ۴۲                                          | ۴۲                                          |
| 1390                                        | 1390                                        |                                             | ۱۰                                          | ۱۰                                          |
| 1391                                        | 1391                                        |                                             | ۱۴                                          | ۱۴                                          |
| 1392                                        | 1392                                        |                                             | ۰                                           | ۰                                           |

### واردات
مهمترین کالاهایی که اروگوئه به ایران می‌فروشد، عبارتند از: برنج، پشم، برخی داروها، اجزا ء و قطعات موتورهای ترابری هوائی، دستگاه‌هایی که تشعشعات اپتیکی را به کار می‌گیرند، فراورده‌های غذایی آبزیان پرورشی و سیلیکات‌ها و سیلیکات‌های فلزات قلیایی تجارتی غیر از سدیم.
| واردات ایران از اروگوئه از سال ۱۳۸۶ تا ۱۳۹۲ | واردات ایران از اروگوئه از سال ۱۳۸۶ تا ۱۳۹۲ | واردات ایران از اروگوئه از سال ۱۳۸۶ تا ۱۳۹۲ | واردات ایران از اروگوئه از سال ۱۳۸۶ تا ۱۳۹۲ | واردات ایران از اروگوئه از سال ۱۳۸۶ تا ۱۳۹۲ |
| ------------------------------------------- | ------------------------------------------- | ------------------------------------------- | ------------------------------------------- | ------------------------------------------- |
| سال                                         | سال                                         |                                             |                                             | ارزش میلیون دلار سال ۱۳۹۲ هفت‌ماهه می‌باشد.   |
| 1386                                        | 1386                                        |                                             | ۴۶٫۱                                        | ۴۶٫۱                                        |
| 1387                                        | 1387                                        |                                             | ۸۱٫۴                                        | ۸۱٫۴                                        |
| 1388                                        | 1388                                        |                                             | ۱٫۶                                         | ۱٫۶                                         |
| 1389                                        | 1389                                        |                                             | ۸٫۷                                         | ۸٫۷                                         |
| 1390                                        | 1390                                        |                                             | ۵٫۳                                         | ۵٫۳                                         |
| 1391                                        | 1391                                        |                                             | ۱۹٫۴                                        | ۱۹٫۴                                        |
| 1392                                        | 1392                                        |                                             | ۲٫۷                                         | ۲٫۷                                         |

## دیدارهای مقامات
- اسحاق جهانگیری معاون اول رئیس‌جمهور ایران و خوزه موخیکا رئیس‌جمهور اروگوئه در بولیوی در اجلاس گروه ۷۷ (خرداد ۱۳۹۳ خورشیدی)[۸]
- دیدار علی اکبر صالحی، وزیر امور خارجه ایران با لوئیس آلماگرو وزیر امورخارجه اروگوئه. (اسفند ۱۳۹۰ خورشیدی)[۹]
- دیدار تاباره آگیره وزیر دامپروری، کشاورزی و شیلات اروگوئه و سعادت‌الله عباسی معاون امور دام تولیدات دامی وزارت جهاد کشاورزی در تهران (بهمن ۱۳۸۹ خورشیدی)[۱۰]
- دیدار امین‌الله تقوی مطلق سرپرست سازمان شیلات ایران با تاباره آگیره وزیر دامپروری، کشاورزی و شیلات اروگوئه[۱۱]
- دیدار رئیس مجلس اروگوئه با محمد شریعتمداری وزیر بازرگانی ایران. (بهمن ۱۳۸۰ خورشیدی)[۱۲]

## مسولین سفارت
- سفیر: صفرعلی اسلامیان کوپایی[۱۳]